# ¿La Dama o el Tigre?
¿La Dama o el Tigre? (The Lady or the Tiger?) es un popular relato corto escrito por Frank R. Stockton en 1882. Stockton posteriormente escribió una continuación titulada El Disipador de las Dudas (The Discourager of Hesitancy). En ¿La Dama o el Tigre? un hombre debe elegir entre una puerta donde hay un tigre y otra en donde hay una hermosa mujer. 

## Resumen
Se dice que en la remota antigüedad vivió un rey semi-bárbaro que administraba justicia de un modo a la vez espectacular y caprichoso. Para castigar los delitos especialmente graves había imaginado una singular ordalía. El acusado era conducido cierto día señalado a la arena de un circo en cuyas gradas se encontraba reunido todo el pueblo. Ante él había dos puertas. Tras una de ellas aguardaba un tigre hambriento, el más fiero que se había podido conseguir para la ocasión; tras la otra estaba una hermosa doncella, atractiva y virginal. Sólo el rey conocía al inquilino que aguardaba en cada puerta. El reo debía elegir forzosa e inmediatamente una u otra de ellas: en ambos casos, su suerte estaba echada. Si aparecía la fiera, moría destrozado en pocos segundos; si salía la dama, debía desposarla sin dilación y con la mayor pompa, apadrinado por el propio monarca, derogándose cualquier matrimonio o compromiso que pudiera antes haber contraído. 
En cierta ocasión, un criminal estaba acusado de un delito especialmente grave. Siendo un simple plebeyo, se había atrevido a cortejar en secreto a la hija única del rey y ésta había correspondido apasionada y clandestinamente a su amor. Para su juicio en la arena fatídica, el bárbaro rey se esmeró especialmente en la búsqueda del más voraz de los tigres pero también seleccionó a la más deliciosa de las doncellas como alternativa. Convulsa, la princesa amante se vio lacerada por una doble angustia: a un lado, ver el cuerpo tan querido y acariciado despedazado a zarpazos; en el otro, contemplar a su enamorado unido conyugalmente con una señorita preciosa, a cuyos encantos ella sabía bien que el joven culpable no era precisamente indiferente. Con ardides de mujer y arrogancias de princesa, logró enterarse de cuál era la puerta que en la arena correspondía a cada uno de ambos indeseados destinos. El muchacho apareció sobrecogido en el circo, abrumado por la expectación de la multitud. También él conocía el íntimo dilema de su amada y desde el ruedo le lanzó una mirada de súplica: «¡Sólo tú puedes salvarme!» Con gesto discreto pero inequívoco, la princesa señaló la puerta de la derecha. Y por ella optó sin vacilar el condenado. 
El relato de Stockton concluye de la siguiente manera: 

«El problema de la decisión de la princesa no puede considerarse con ligereza, y yo no pretenderé ser la única persona capaz de resolverlo. Por lo tanto, dejo que respondan todos ustedes: ¿quién salió por la puerta abierta... la dama o el tigre?»

Evidentemente la pregunta no es resuelta en el libro por su autor y se considera un experimento mental sobre el libre albedrío.

## Otras obras
La historia fue la fuente de inspiración del libro sobre acertijos de Raymond Smullyan titulado de la misma manera. El primer juego de lógica del libro se desarrolla en un escenario similar al del cuento. El rey obliga a cada recluso a elegir entre un número de puertas, estando detrás de cada una de ellas una dama o un tigre. Sin embargo, el monarca no deja la decisión en manos de la suerte sino que el prisionero debe utilizar su inteligencia para salir airoso. El rey ha colocado un cartel en cada puerta con una frase que puede ser verdadera o falsa.